# Ctenopelma sanguineum
Ctenopelma sanguineum är en stekelart som först beskrevs av Léon Abel Provancher 1875.  Ctenopelma sanguineum ingår i släktet Ctenopelma och familjen brokparasitsteklar. Inga underarter finns listade i Catalogue of Life.